# Рибарове ципеле
Рибареве ципеле (енгл. The Shoes of the Fisherman) је америчка филмска адаптација истоименог романа аустралијског писца Мориса Веста. Сибирски заробљеник Кирил путује у Рим где га умирући папа проглашава за свог наследника. Филм приказује начин функционисања Ватикана. Био је номинован за два Оскара.

## Улоге
| Глумац         | Улога              |
| -------------- | ------------------ |
| Лоренс Оливије | Пјотр Иљич Каменев |
| Оскар Вернер   | David Telemond     |
| David Janssen  | George Faber       |
| Џон Гилгуд     | Папа               |
| Ентони Квин    | Кирил Лакота       |